# 鲁都永
鲁都永（： No Do-yeong, 1963年1月13日—）是一位韩国物理学家，基础科学研究院第三任院长。

## 生平
1985年获得首尔大学物理学学士学位，1991年获得麻省理工学院物理学博士学位。之后继续在麻省理工学院担任博士后，1993年进入埃克森美孚，1995年返回韩国担任光州科学技术院物理学助教，后升任教授。2019年11月担任基础科学研究院第三任院长。

## 荣誉
- 2012年获得韩国科学技术勋章[5][6]
- 2010年获得奈良先端科学技术大学院大学荣誉博士[7]